# Панафинеи

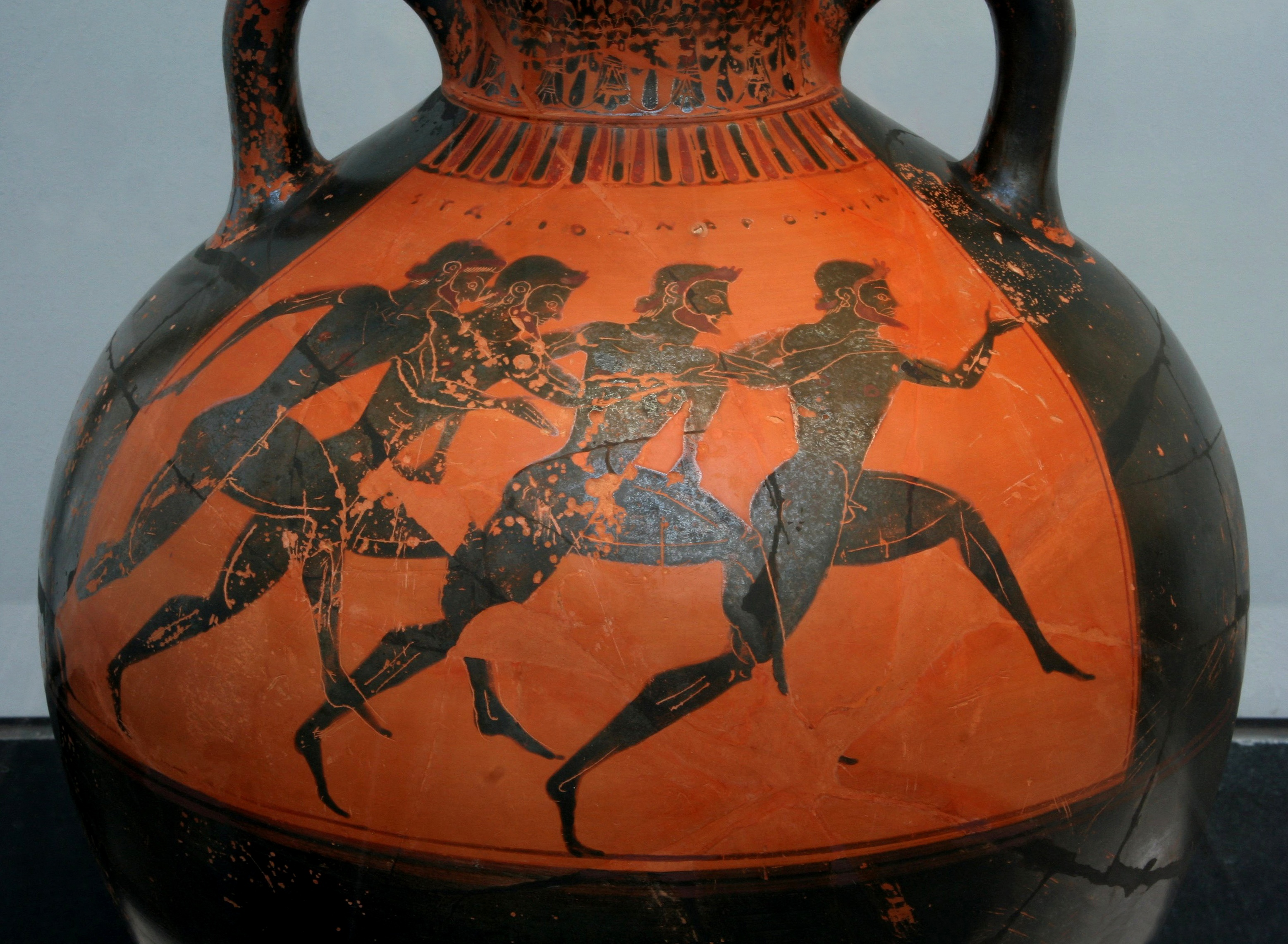
Бегуны-участники Панафиней
Ваза. Ок. 530 г. до н. э.

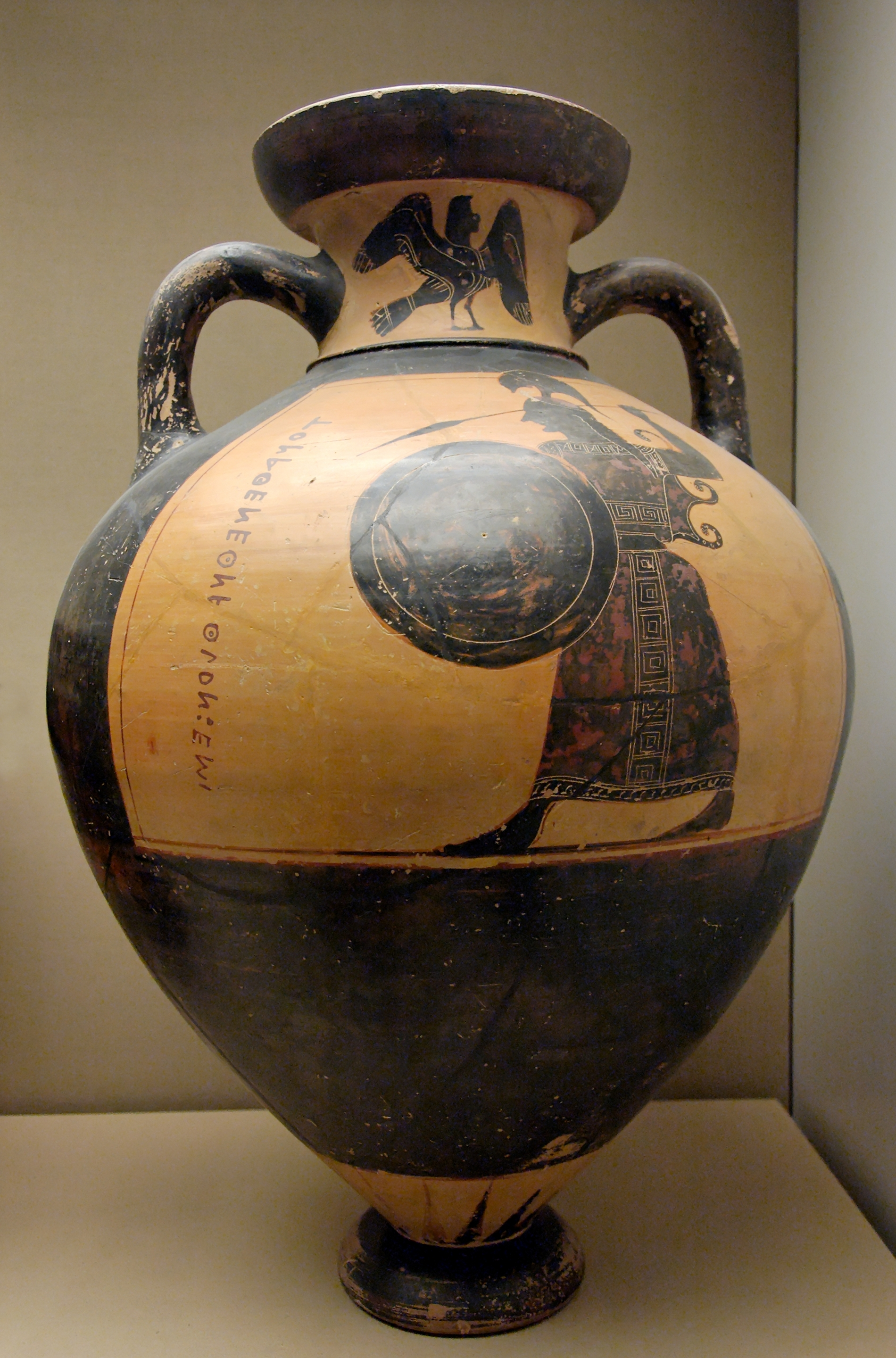
Панафинейская амфора. Ок. 560 г. до н. э. Британский музей. Лондон

Панафине́и, Панафинейские игры (др.-греч. Παναθήναια, лат. Panathenaia) — самые крупные религиозно-политические празднества в античных Афинах, проводившиеся в честь покровительницы города богини Афины.

## История
По версии Псевдо-Аполлодора, празднество известное, как «Панафинеи» учредил царь Эрихтоний (Эрехтей I). Для участия в этих празднествах в Аттику прибыл критский царевич Андрогей, погибший после игр. Согласно Гарпократиону игры ранее назывались «Афинеи», а Тесей, объединив аттические поселения в единое государство, дал празднику новое название — «Панафинеи», то есть «праздник для всех афинян». Вместе с тем, Плутарх сообщал, что игры учредил Тесей, и они задумывались, как общее празднество с  жертвоприношениями.
При архонте Гиппоклиде за шесть лет до царствования тирана Писистрата, в празднествах уже принимали участие соседние государства.
Панафинеи проводились Большие и Малые. Малые Панафинеи проводились ежегодно, а Большие, отличавшиеся большей продолжительностью, — один раз в четыре года, в третий олимпийский год. Малые Панафинеи проходили с 25 по 28 число месяца гекатомбеона по афинскому календарю, Большие — с 21 по 29. Апогей празднества приходился на последний праздничный день.
Открытие Панафиней начиналось с ночных танцев, музыкальных и театральных представлений и факельных шествий. На второй день, перед началом состязаний, происходило торжественное шествие афинян с Агоры на Акрополь. Его возглавляли самые авторитетные граждане и благородные женщины, которые несли праздничные священные корзины. Люди несли роскошные одежды, сотканные самыми благочестивыми девушками, к статуе Афины в храме Эрехтейоне, и само это шествие было одним из важнейших для культа Афины. Во время этого же шествия совершалось жертвоприношение.
После шествия следовали различные состязания: с 566 г. до н. э. — гимнические и со времён Перикла — музыкальные агоны. Музыкальные состязания, открывавшие празднества, проводились в Одеоне.
От десяти афинских фил выбиралось десять судей Панафинейских игр — агонотетов, или атлотетов. Награду победителю состязания составляли венок из ветвей освящённого оливкового дерева и большие красивые глиняные кувшины — так называемые панафинейские амфоры, наполненные святым маслом.
Кульминацией Панафиней была праздничная процессия, в которой участвовали не только все граждане Афин независимо от пола и возраста, но и поражённые в правах жители Афин и метэки. Во главе процессии двигалась специальная повозка — так называемый панафинейский корабль — с расшитым одеянием богини Афины шафранового цвета, которое для каждого празднества Панафиней ткали и шили женщины Аттики. После шествия афиняне совершали ритуал жертвоприношения — гекатомбу, за которым следовало совместное застолье, завершавшее программу Панафиней.
Именно в ходе Панафиней 514 г. до н. э. Гармодий и Аристогитон, получившие впоследствии прозвище тираноубийц, совершили неудачную попытку покушения на афинских тиранов Гиппия и Гиппарха.